# Pleocyemata
De Pleocyemata zijn een groep binnen de tienpotigen, een onderverdeling van de schaaldieren. De onderorde is in 1963 benoemd door Martin Burkenroad in een poging de oudere parafyletische indelingen te vervangen door een met zuiver monofyletische afstammingsgroepen. De Pleocyemata omvatten dan de klade "Reptantia", de Stenopodidea en de Caridea en zijn zelf de zustergroep van de Dendrobranchiata. Het grote verschil met het oude systeem is dat veel van de kleine vormen die eerder als "garnalen" op één hoop werden gegooid, nu bij hun grotere ware verwanten zijn gevoegd.

## Systematiek
Pleocyemata wordt ingedeeld in de volgende infraordes:
- Achelata  Scholtz & Richter, 1995
- Anomura  MacLeay, 1838
- Astacidea  Latreille, 1802 (kreeften)
- Axiidea  de Saint Laurent, 1979
  - = Callianassidea
- Brachyura  Linnaeus, 1758 (krabben)
- Caridea  Dana, 1852 (garnalen)
- Gebiidea  de Saint Laurent, 1979
- Glypheidea  Winckler, 1882
- Polychelida  Scholtz & Richter, 1995
- Procarididea Felgenhauer & Abele, 1983
- Stenopodidea  Bate, 1888